# آزکو (اوتو-کورس)
آزکو (به فرانسوی: Asco) یک کمون در فرانسه است که در کرس شمالی واقع شده‌است. آزکو ۱۲۲٫۸۱ کیلومتر مربع مساحت دارد ۶۲۰ متر بالاتر از سطح دریا واقع شده‌است.